# ТЕС Горасал (BPDB)
23°58′52″ пн. ш. 90°38′14″ сх. д. / 23.98111° пн. ш. 90.63722° сх. д.
ТЕС Горасал (BPDB) — теплова електростанція, розташована за два десятки кілометрів від північно-східній околиці Дакка, яка належить державній компанії Bangladesh Power Development Board (BPDB).
У 1974 та 1976 роках на майданчику станції стали до ладу два блоки потужністю по 55 МВт. Кожен з них мав котел TM-157 продуктивністю 230 тон пари на годину, парову турбіну Ленінградського металічного заводу (ЛМЗ) та генератор від Електросили.
У 1986, 1989, 1994 та 1999 роках ввели в експлуатацію ще чотири блока, які основне обладнання яких так само надійшло від радянських/російських виробників — котли TGME-206/COB продуктивністю 670 тон пари на годину, турбіни ЛМЗ та генератори Електросила.
У 2010 році внаслідок короткого замикання та пожежі було пошкоджене основне обладнання блоку № 6, який після цього вийшов з експлуатації. Блоки 3, 4 та 5 внаслідок зносу могли видавати лише 170 МВт. Враховуючи, що їх паливна ефективність становила лише 31 %, виникли плани докорінної модернізації цієї частини станції. На першому етапі вирішили перетворити блоки 3 та 4 у парогазові комбінованого циклу потужністю біля 400 МВт (для блоку 3 цей показник визначається як 416 МВт, для блоку 4 — як 400 МВт +/- 10 %. В межах проєкту потрібно було встановити у кожному блоці по одній газовій турбіні, відпрацьовані якими гази потраплятимуть до котлів-утилізаторів, котрими заміняли парові котли. Старі парові турбіни залишались, проте мали пройти серйозну модернізацію. Паливна ефективність цих новостворених блоків мала сягнути 54-56 %.
У жовтні 2018-го стала до ладу газова турбіна блоку № 4, здатна видавати у відкритому циклі 260 МВт. Газова турбіна блоку № 3 запрацювала у відкритому циклі в 2019 році. Разом з тим, модернізація старих турбін та завершення проєкту дещо відхилились від графіку (станом на літо 2020-го — на один рік), проте восени 2020-го оголошено, що блоки стануть до ладу до кінця року. Також існують плани продовження модернізації та створення парогазового блоку на основі старого боку № 6.
Окрім модернізації ТЕС також вирішили підсилити за рахунок нового будівництва. У результаті в 2018-му став до ладу парогазовий блок комбінованого циклу потужністю 363 МВт, в якому одна газова турбіна потужністю 254 МВт живить через котел-утилізатор одну парову турбіну. Паливна ефективність цього блоку становить 53,4 %.
У певний момент для покриття зростаючого попиту на електроенергію в Бангладеш почали широко використовувати практику оренди генеруючих потужностей — державна BPDB укладала угоди із приватними компаніями, які на певний термін розміщували на майданчиках існуючих теплоелектростанцій своє обладнання (в більшості випадків це були генеруючі установки на основі двигунів внутрішнього згоряння, котрі могли бути швидко змонтовані, а в майбутньому демобілізовані). Зокрема, в 2010-му на ТЕС Гхорасал почала роботу орендна станція від компанії Aggreko загальною потужністю 145 МВт. Як засвідчують знімки геоінформаційних систем, станом на 2018-й це обладнання ще перебувало у Гхорасалі, проте вже 2019 року було вивезене. Зате орендна станція потужністю 78 МВт від компанії Max Power, яка стала до ладу в 2011-му, продовжувала роботу і в кінці десятиліття. Первісно вона мала 4 встановлені на роботу у відкритому циклі газові турбіни General Electric TM2500. Вони відпрацювали кілька років та при продовженні контракту були замінені на дві газові турбіни General Electric LM6000.
Станція споживає природний газ, який надходить по трубопроводу Тітас — Дакка.
Видача продукції відбувається по ЛЕП, розрахованим на роботу під напругою 132 кВ та 230 кВ.
Можливо відзначити, що неподалік від майданчику BPDB працює багаторазово менша ТЕС Горасал компанії Regent Power.